# Admiral eskadre (Italija)
Admiral eskadre (izvirno italijansko Ammiraglio di squadra) je admiralski čin v uporabi pri Italijanski vojni mornarici. V činovni hierarhiji Italijanske kopenske vojske, Italijanskega vojnega letalstva, Korpusa karabinjerov in Finančne straže mu ustreza čin korpusnega generala. V sklopu Natovega STANAG 2116 spada v razred OF-8.
Nadrejen je činu admirala diviziona in podrejen činu admirala eskadre s posebnimi zadolžitvami.

## Oznaka čina
Oznaka čina je dvodelna in sicer:
- narokavna oznaka: bogato okrašeni spodnji del in zgoraj tri črte s pentljo na vrhu ter
- naramenska (epoletna) oznaka: tri petkrake zvezde in zgoraj okrašeno sidro.

Galerija
- Narokavna oznaka
- Naramenska (epoletna) oznaka